# 谷中敦
谷中 敦（やなか あつし、1966年〈昭和41年〉12月25日 - ）は、日本の音楽家。東京スカパラダイスオーケストラのバリトン・サクソフォーン、フルート、ボーカル担当のほか、作詞家、俳優としても活動している。

## 来歴・人物
早稲田大学高等学院・早稲田大学(第一文学部)出身。フランク・ザッパ崇拝者でコンピレーション・アルバムもコンパイルしている。『SOUL RED 松田優作』のメモリアルプロジェクトにも出演している。
幼少期は科学者になることを夢に見ていた。これは、父親が自らを世界でも5本の指に入る電子顕微鏡の設計技師である、と豪語していた事が影響している。
風貌が阿部寛に似ていると言われることがある。また、音楽番組『HEY!HEY!HEY!』（フジテレビ）出演時、番組進行を勤めていた松本人志から「若いときの三國連太郎に似てるなぁ」と言われた。

### 交友関係
東京スカパラダイスオーケストラのシングル「めくれたオレンジ」でゲストボーカルとして参加した田島貴男とは、良き飲み友達である。
俳優の柴咲コウと2人で飲んだ時、柴咲は酔っ払った谷中を店に残し「1人で勝手に帰りました」と語っている。
GLAYのTAKUROとは、アイルランドを旅するほど仲が良い。
EXILEとは飲み友達であり、歌詞提供もしている。EXILEのシングル「Ti Amo」のMVに出演している。
ACIDMAN、ELLEGARDEN、BUMP OF CHICKEN、ストレイテナー、Dragon Ash、SUGIZO、氣志團の綾小路翔などといった後輩ミュージシャンから「良き兄貴」として慕われている。

## 出演

### 映画
- オペレッタ狸御殿（2005年） - 狸楽団 役
- サヨナラCOLOR（2005年） - 聖子の店の客C 役
- 河童（2006年）
- 嫌われ松子の一生（2006年） - マネージャー・赤木 役
- ヒートアイランド（2007年） - アンドレ 役
- SMILE（2007年）
- セイバー+ゼンカイジャー スーパーヒーロー戦記（2021年） - ライダーワルド（声） 役

### テレビドラマ
- 小公女セイラ（2009年10月17日 - 12月19日、TBS） - 黒田龍之介 役
- イロドリヒムラ（2012年10月15日 - 12月17日、TBS） - 駅員 役
- 終電バイバイ（2013年1月14日 - 3月18日、TBS） - 謎の案内人 役
- 新宿セブン 第11話（2017年12月23日、テレビ東京） - コワモテの客 役
- 遊戯みたいにいかない。 第5話（2019年5月16日、日本テレビ） - 謎の男 役（特別出演）
- 大豆田とわ子と三人の元夫 第5話（2021年5月11日、カンテレ・フジテレビ系） - 門谷社長 役
- 泣くな研修医 第9・10話（2021年6月19日・26日、テレビ朝日） - 中川一貴 役
- 渋谷先生がだいたい教えてくれる（2022年4月5日 - 6月7日、TOKYO MX） - 主演・渋谷保 役[5]
- ホテルマン東堂克生の事件ファイル〜日光鬼怒川温泉殺人事件〜（2023年3月18日、BS-TBS） - 佐伯俊哉 役[6]
- パリピ孔明 第8話（2023年11月15日、フジテレビ） - 吉永 役[7]

### テレビ番組
- LOVE LOVE あいしてる（フジテレビ）
- FACTORY
- JUSTA TV（2006年 - 2007年、スペースシャワーTV）
- 世界は言葉でできている（2011年 - 2012年、フジテレビ）
- チコちゃんに叱られる!（2020年4月10日・2021年2月19日・2022年3月12日、NHK総合）
- 鶴瓶の家族に乾杯（2024年9月30日・2024年10月7日、NHK総合）

### 舞台
- ラヴ・レターズ 〜2016 The Climax Special〜（2016年5月18日、パルコ劇場） [8]

### CM
- 富士フイルム（2004年 - 2005年）
- トヨタ自動車「ヴァンガード」（2010年） - ナレーション
- キリン「氷結」（2016年） - 志村けん・上妻宏光・さかなクンと共演

### ミュージックビデオ
- EXILE「Ti Amo」（2008年）

### 配信ドラマ
- ガンニバル シーズン2（2025年3月19日 - 4月23日、Disney+ Star） - 山賊 役[9]

## 作品

### 参加作品
- B'z「Don't Leave Me」（1994年2月9日）[10]
  - スカパラホーンズのメンバーとして参加。
- L'Arc〜en〜Ciel「the Fourth Avenue Café」（1997年3月26日、2006年8月30日）
  - スカパラホーンズのメンバーとして参加。
- LOSALIOS『世界地図は血の跡』（1999年11月10日）
  - アルバム。
- 広末涼子「あのつくことば。」（2001年8月29日）
  - リミックス・アルバム『RH Remix』収録。會田茂一、NARGO、北原雅彦、GAMO、大森はじめらと参加。
- ORIGINAL LOVE「築地オーライ」「銀ジャケットの街男」「赤い街の入り口」「或る逃避行」（2004年10月27日）
  - アルバム『街男 街女』収録。
- 川上つよしと彼のムードメイカーズ「SUAVITO」（2005年9月14日）
  - アルバム『moon inn』収録。
- 柴咲コウ「よくある話 〜喪服の女編〜」（2008年6月4日）
  - スカパラホーンズのメンバーとして参加。
- 斉藤和義「Don't cry baby」（2010年10月27日）
  - アルバム『ARE YOU READY?』収録。
- 坂本冬美「桜の如く」（2011年5月17日）
  - NARGO、北原、GAMOとともに参加。
- JAPAN UNITED with MUSIC「All You Need Is Love」（2012年3月7日）
  - NARGO、北原、GAMOとともに参加。
- 吉川晃司『SAMURAI ROCK』（2013年4月17日）
- XIIX「スプレー feat. SKY-HI & 谷中敦（東京スカパラダイスオーケストラ）」（2022年8月24日）

### 作詞担当
- KinKi Kids「ルーレットタウンの夏」（2002年12月26日）
  - アルバム『F album』収録。
- 矢沢永吉「白い影」「真昼」「Be somebody」（2005年9月14日）
  - アルバム『ONLY ONE』収録。
- EXILE「彼方から此処へ」（2007年3月7日）
  - アルバム『EXILE EVOLUTION』収録。
- EXILE「空から落ちてくるJAZZ」（2007年12月12日）
  - アルバム『EXILE LOVE』収録。
- EXILE「夢見るようなクリスマス」（2009年12月2日）
  - アルバム『愛すべき未来へ』収録。
- 青柳翔「欲望のゆくえ」（2017年6月7日）
  - シングル「そんなんじゃない」収録。

### 選曲
- フランク・ザッパ『meets Frank Zappa』（1999年）

### プロデュース
- Words of 雪之丞（2006年）

### その他
- ベストヒット☆SMA-Song Meets Audience-（2010年）

### 著書
- 谷中敦『ソングフォーラブ (SPOKEN WORDS)』PARCO出版（原著1998年10月1日）。ISBN 978-4891945855。 (エッセイ)
- 谷中敦『放浪のメモランダム』双葉社（原著2002年9月1日）。ISBN 978-4575294644。 (詩集)